# 石応寺
石応寺（せきおうじ）は、岩手県釜石市に所在する曹洞宗の寺院。山号は明峰山。本尊は釈迦如来。釜石大観音を建設したことで知られる。

## 概要
1665年（寛文5年）、長安林存が軽米出身の小軽米左京之介の寄進を得て創建した。当初、現在の釜石市浜町付近に建立されたが1883年（明治16年）に火災に遭い、1893年（明治26年）に現在地に移転し、山門を1917年（大正6年）建立。鐘楼堂落成の1922年（大正11年）2月まで、長期間をかけて再興した。1965年（昭和40年）に多宝塔を建立。1977年（昭和52年）、大東町（現・一関市）の京仏師・佐久間白雲によって製作された釈迦如来、文殊菩薩、普賢菩薩を安置。本堂等の建築物の棟梁は花巻市の宮大工・南館喜六。本堂には天井画が描かれている。

## 釜石大観音
当寺が釜石市大平町に築造した鉄筋コンクリート製の魚籃観音像。

## 文化財
1970年（昭和45年）2月20日、以下の2点が市から有形文化財に指定された
- 徳治の碑

1308年（徳治3年）に作製。1927年（昭和2年）、当寺住職が現在の児童公園山裾から発掘した。板碑という形式の碑で、中央に刻まれた文字は梵字でキリークと読み、阿弥陀如来を意味している。三陸沿岸北部にはこの板碑より古い碑はない。原碑が損耗しているため、副碑が設置されている。
- 聖観音銅像

当像は気仙郡高田に生まれ、9歳の時に釜石に移住した鈴木治兵衛直利が1725年（享保10年）11月15日に当寺に奉納。直利が仏道に帰依し陸奥から出羽（現在の岩手、宮城、山形、福島各県）にわたって当時著名な66の寺院に観音像や、聖観音銅像7体及び経文（大乗妙典）の奉納にあたって、当像の台座にその寺院とその時の住職の名を刻んだ。

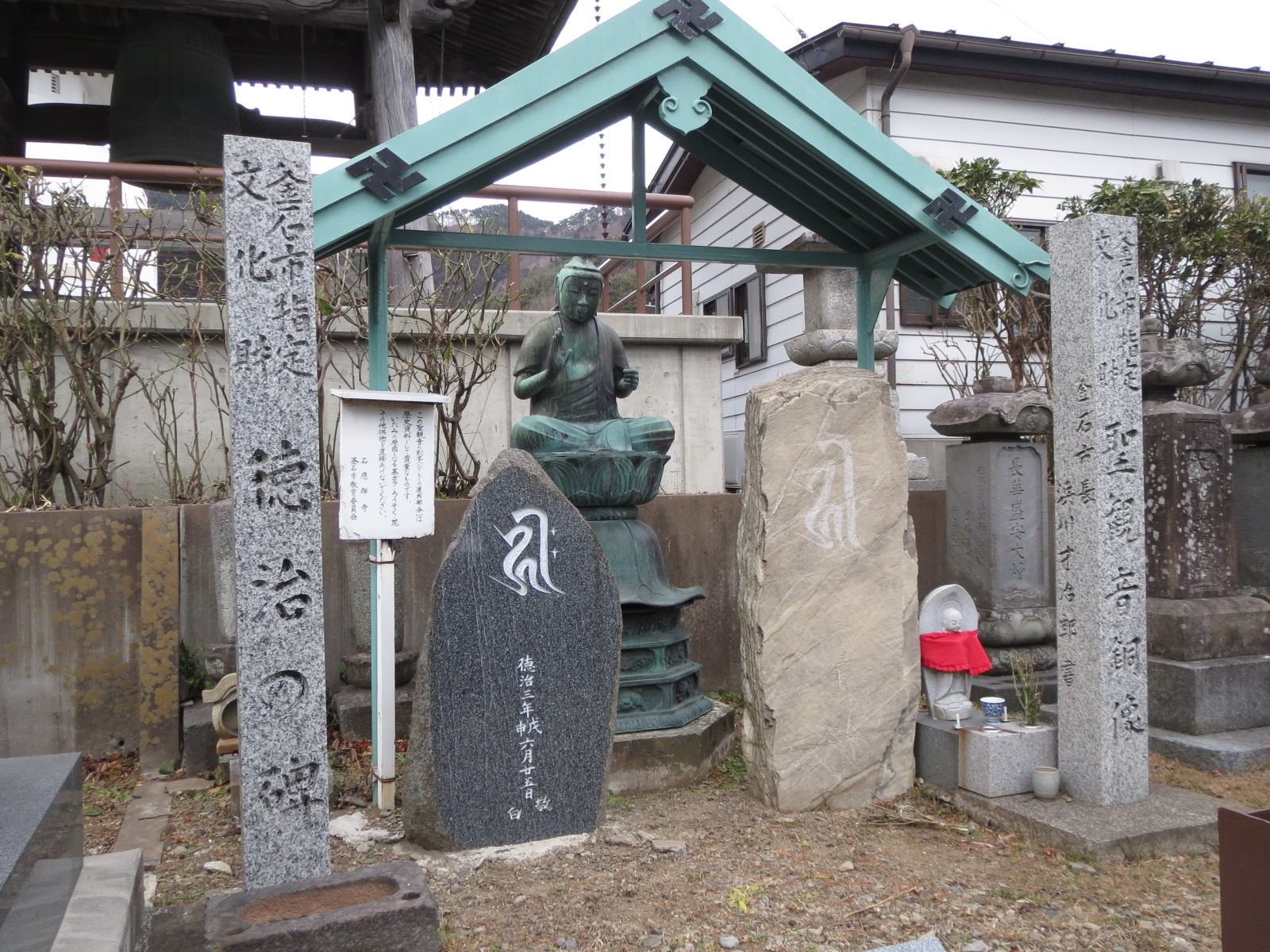
聖観音銅像と徳治の碑
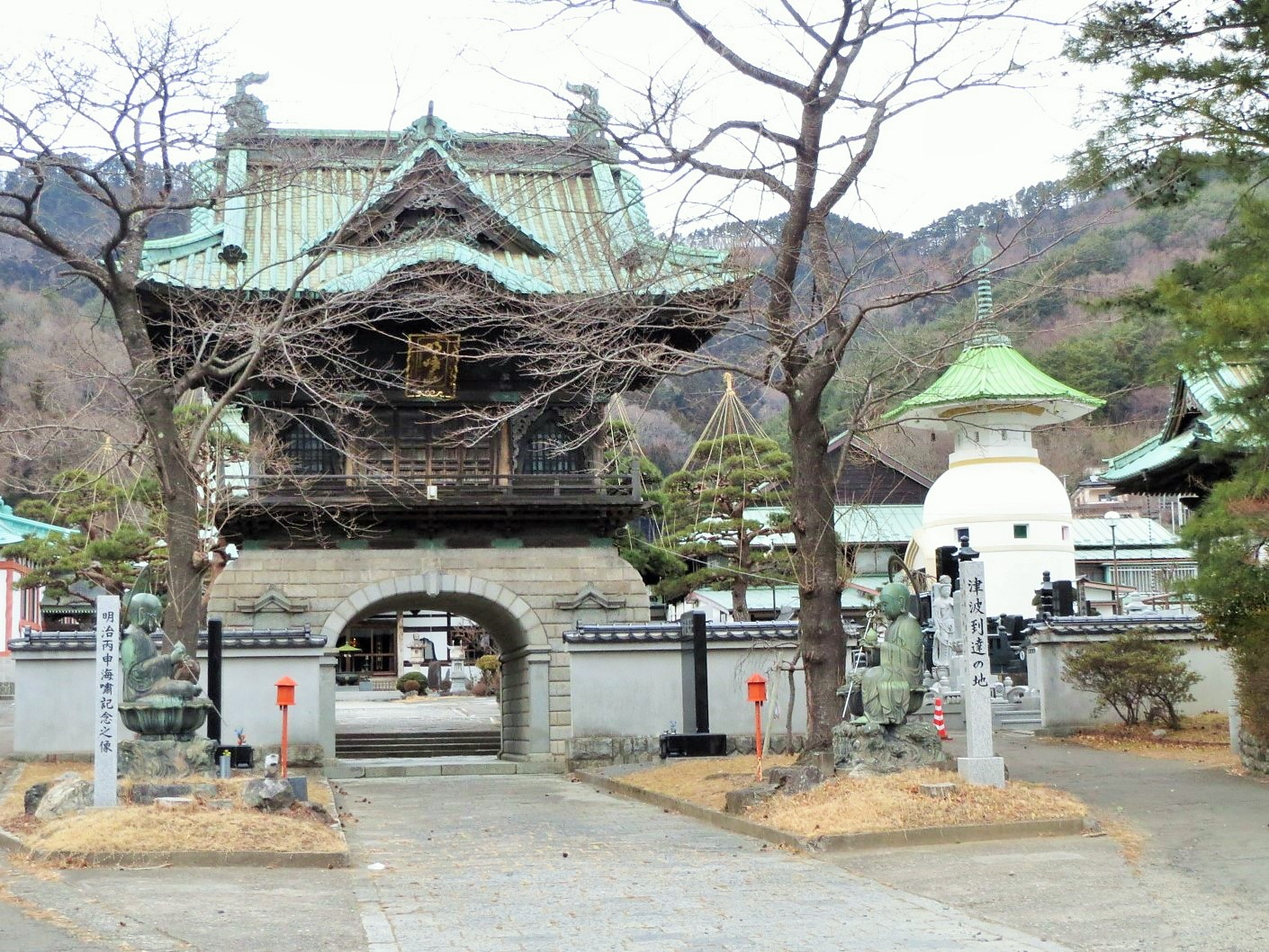
石応寺山門（十六羅漢像が祀られている。）

## 現地情報

### 所在地
- 岩手県釜石市大只越町1-1-1

### 交通アクセス
- 釜石線・三陸鉄道釜石駅より徒歩15分
- 三陸沿岸道路釜石中央IC（2019年3月までに開通予定）より車で8分